# Auahitūroa
Dans la mythologie māori, Auahitūroa, dieu des comètes et origine du feu, est le fils de Tama-nui-to-ra, le dieu soleil. 